# Chahir Belghazouani
Chahir Belghazouani (Porto Vecchio, 6 ottobre 1986) è un ex calciatore francese naturalizzato marocchino, di ruolo centrocampista o attaccante.